# 9756 Ezaki
9756 Ezaki este un asteroid din centura principală de asteroizi.

## Descriere
9756 Ezaki este un asteroid din centura principală de asteroizi. A fost descoperit pe 12 februarie 1991 la Geisei de Tsutomu Seki. El prezintă o orbită caracterizată de o semiaxă mare de 2,74 ua, o excentricitate de 0,11 și o înclinație de 4,5° în raport cu ecliptica.